# CP737

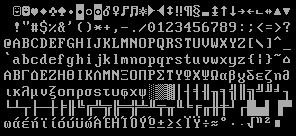
soubor znaků

CP737 (Code Page 737, CP 737, IBM 737, OEM 737) je znaková sada používaná pod operačním systémem MS-DOS pro psaní řečtiny. Byla oblíbenější, než CP869.

## Rozložení znaků v sadě
Je zobrazena pouze horní polovina tabulky (kódy 128 až 255), spodní polovina (0–127) je obyčejná kódová tabulka ASCII.
| ## | .0     | .1     | .2     | .3     | .4     | .5     | .6     | .7     | .8     | .9     | .A     | .B     | .C     | .D     | .E     | .F     |
| -- | ------ | ------ | ------ | ------ | ------ | ------ | ------ | ------ | ------ | ------ | ------ | ------ | ------ | ------ | ------ | ------ |
| 8. | Α 391  | Β 392  | Γ 393  | Δ 394  | Ε 395  | Ζ 396  | Η 397  | Θ 398  | Ι 399  | Κ 39A  | Λ 39B  | Μ 39C  | Ν 39D  | Ξ 39E  | Ο 39F  | Π 3A0  |
| 9. | Ρ 3A1  | Σ 3A3  | Τ 3A4  | Υ 3A5  | Φ 3A6  | Χ 3A7  | Ψ 3A8  | Ω 3A9  | α 3B1  | β 3B2  | γ 3B3  | δ 3B4  | ε 3B5  | ζ 3B6  | η 3B7  | θ 3B8  |
| A. | ι 3B9  | κ 3BA  | λ 3BB  | μ 3BC  | ν 3BD  | ξ 3BE  | ο 3BF  | π 3C0  | ρ 3C1  | σ 3C3  | ς 3C2  | τ 3C4  | υ 3C5  | φ 3C6  | χ 3C7  | ψ 3C8  |
| B. | ░ 2591 | ▒ 2592 | ▓ 2593 | │ 2502 | ┤ 2524 | ╡ 2561 | ╢ 2562 | ╖ 2556 | ╕ 2555 | ╣ 2563 | ║ 2551 | ╗ 2557 | ╝ 255D | ╜ 255C | ╛ 255B | ┐ 2510 |
| C. | └ 2514 | ┴ 2534 | ┬ 252C | ├ 251C | ─ 2500 | ┼ 253C | ╞ 255E | ╟ 255F | ╚ 255A | ╔ 2554 | ╩ 2569 | ╦ 2566 | ╠ 2560 | ═ 2550 | ╬ 256C | ╧ 2567 |
| D. | ╨ 2568 | ╤ 2564 | ╥ 2565 | ╙ 2559 | ╘ 2558 | ╒ 2552 | ╓ 2553 | ╫ 256B | ╪ 256A | ┘ 2518 | ┌ 250C | █ 2588 | ▄ 2584 | ▌ 258C | ▐ 2590 | ▀ 2580 |
| E. | ω 3C9  | ά 3AC  | έ 3AD  | ή 3AE  | ϊ 3CA  | ί 3AF  | ό 3CC  | ύ 3CD  | ϋ 3CB  | ώ 3CE  | Ά 386  | Έ 388  | Ή 389  | Ί 38A  | Ό 38C  | Ύ 38E  |
| F. | Ώ 38F  | ± B1   | ≥ 2265 | ≤ 2264 | Ϊ 3AA  | Ϋ 3AB  | ÷ F7   | ≈ 2248 | ° B0   | ∙ 2219 | · B7   | √ 221A | ⁿ 207F | ² B2   | ■ 25A0 | A0     |